# Schloss Gödens

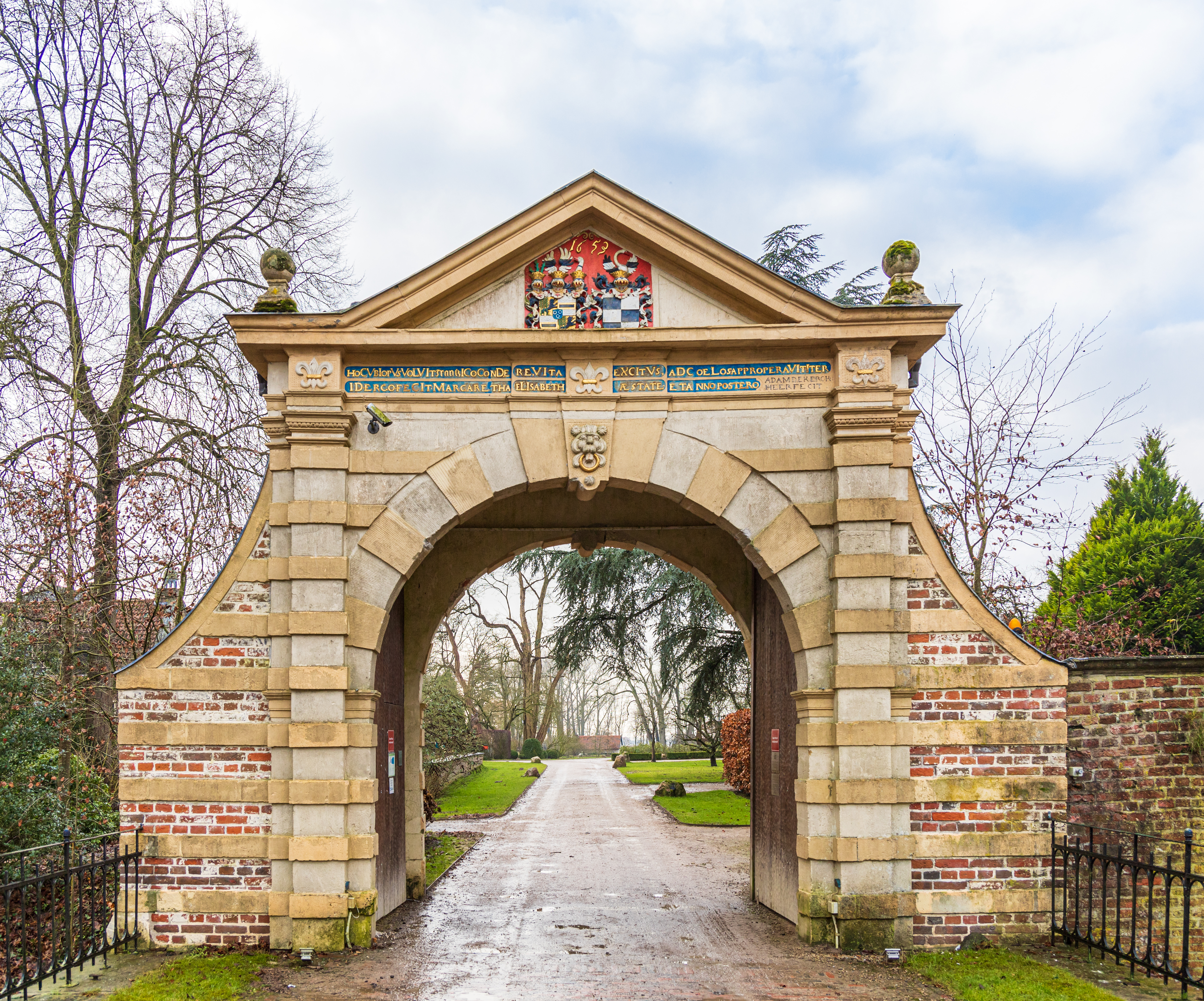
Eingangstor zum Schlosspark

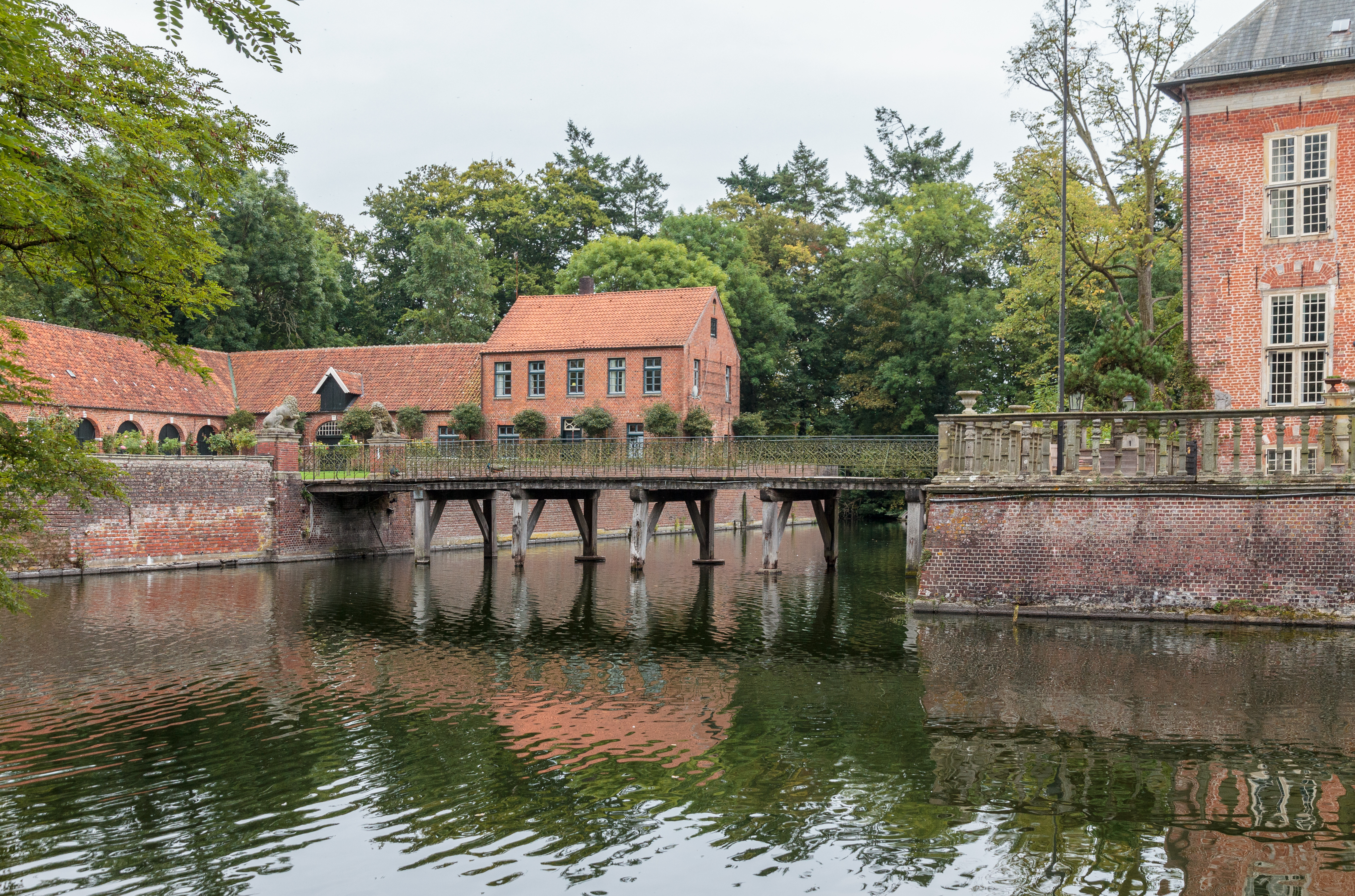
Wassergraben, Brücke & Wirtschaftsgebäude

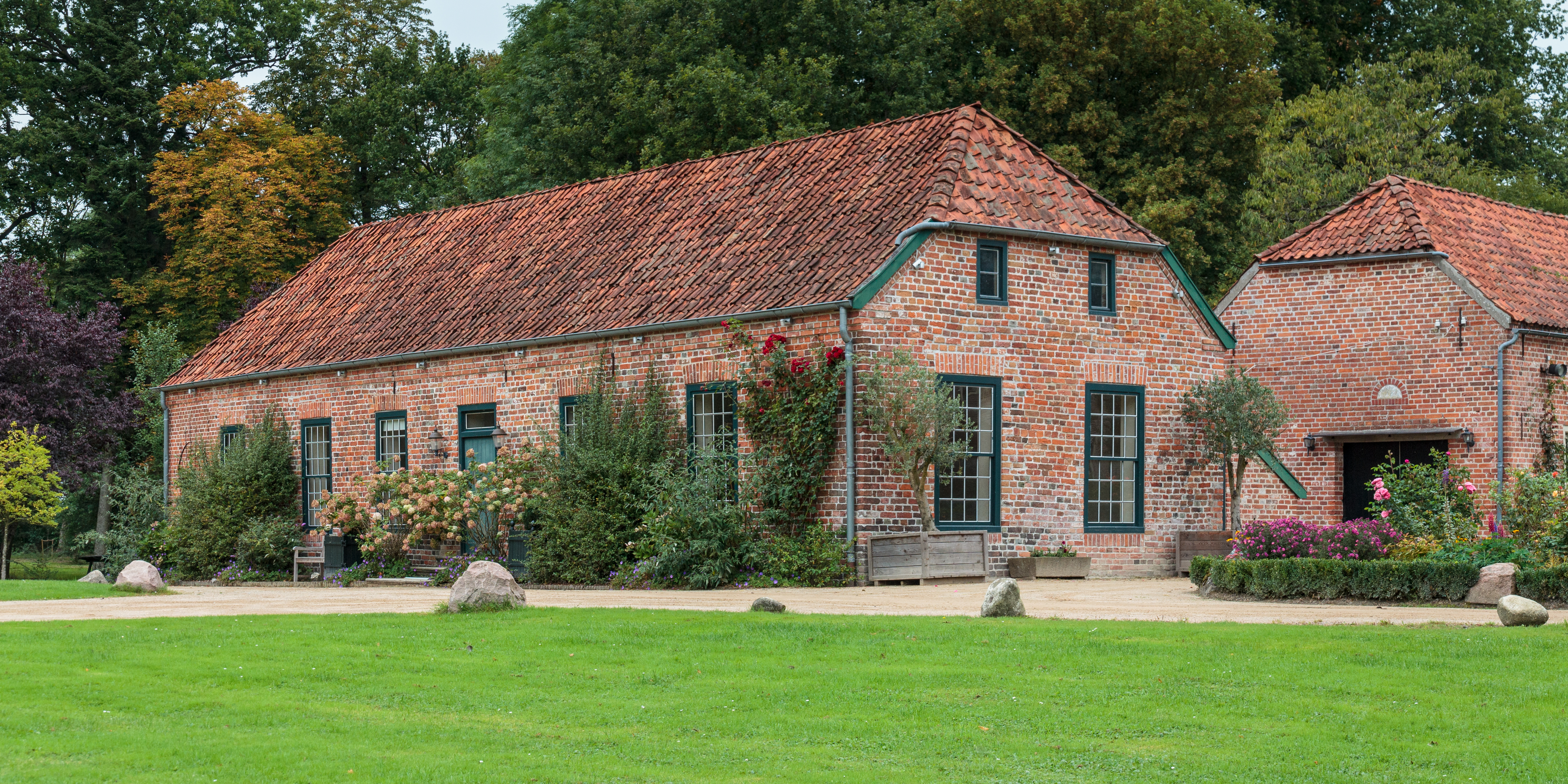
Orangerie

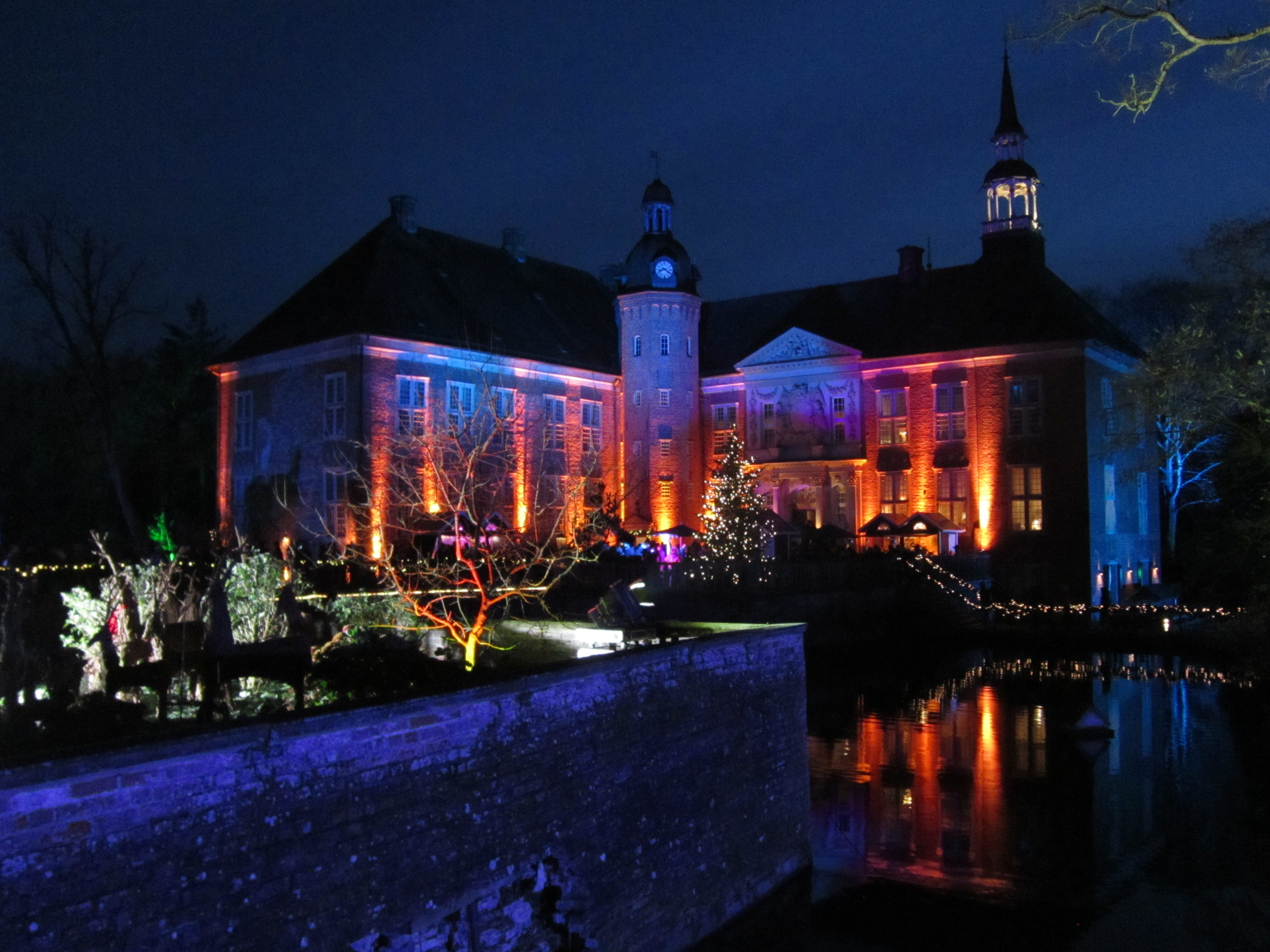
Weihnachtsmarkt vor dem und im Schloss Gödens

Das Schloss Gödens ist ein Wasserschloss in der Gemeinde Sande im Landkreis Friesland in Niedersachsen. Das Schloss war der Stammsitz der Herrschaften von Gödens.

## Geschichte
Schon im Spätmittelalter stand in der Nähe die Burg Altgödens, die im 14. Jahrhundert Sitz des Häuptlings Edo Boings war. Nach der Zerstörung der Burg in der Sächsischen Fehde  (1514–1517) begann Hicko von Oldersum gemeinsam mit seinem Sohn Haro um 1517 mit dem Neubau eines Wasserschlosses ca. 1,5 km nördlich der alten Burg. Nach den Ergebnissen der Ausgrabung durch Dieter Zoller 1983 entstand zunächst eine aus Turm und Palas bestehende Wasserburg. Bei einer Erweiterung wurden Turm und Palas in einen größeren Gebäudetrakt einbezogen. Darauf wurde in zwei Bauperioden ein weiterer Flügel im rechten Winkel angebaut.
Die Anlage wurde 1653 (lt. Chronogramm) um ein Tor zum Schlosspark ergänzt. Es zeigt das Wappen der Herren von Frydag, die 1646 in den erblichen Reichsfreiherrenstand erhoben wurden. Harro Burchard von Frydag gab dem Wasserschloss seine heutige barocke Gestalt:
Nach einem Brand im Jahr 1669 wurde unter Verwendung von Teilen des aufgehenden Mauerwerks und der Fundamente des Nordostflügels die ursprüngliche Burg neu errichtet und mit einer Laterne gekrönt. Anstelle des offenbar vollständig brandzerstörten Südwestflügels entstand ein kompletter Neubau im Stil des niederländischen Barock, der an den Ecken zwei vorspringende Pavillons aufweist. Eine Haube deckt den polygonalen Treppenturm im Winkel zwischen beiden Bauteilen. Sämtliche Gebäude stehen auf einem Kassettenrost aus Rammpfählen und Schwellbalken, auf denen ein Findlingsfundament aufliegt.
Eine prächtige, zweigeschossige, übergiebelte, mit Freitreppe ausgestattete Portalanlage führt ins Innere. Ihre Bauplastik aus Haustein kontrastiert mit der niederländisch anmutenden Backsteinfassade des übrigen Baus. Sehenswert ist die deckenhohe malerische Ausschmückung des Prunksaals mit Darstellungen aus der griechischen Mythologie. Die Burginsel selbst ist mit Bau- und Brandschutt erheblich erweitert worden. Im Zuge dieser Baumaßnahmen wurden auch die Zufahrten und die Brücken über die Gräften neu angelegt sowie auch möglicherweise damals noch vorhandene Erdwälle einplaniert. Das Schloss ist von einem doppelten Grabensystem umgeben, ursprünglich waren es sogar drei Wassergräben.
1746 kam Gödens durch Heirat in den Besitz der Familie von Wedel. Im 18. Jh. war die Hauptburginsel noch mit einer Mauer umgeben, die zur Vorburg im Nordosten zwei bastionsartige Vorsprünge aufwies, auf denen Pavillons standen. Im 19. Jahrhundert wurden diese Mauer und Anbauten an den Nordostflügel abgerissen. Die gräflichen Majoratsherren zu Gödens und Evenburg hatten seit dem 5. Dezember 1867 bis zur Revolution 1918 einen erblichen Sitz im preußischen Herrenhaus. Die bis heute von den Grafen Wedel bewohnte Burg wird von der Stiftung Kulturerbe Schloss Gödens verwaltet und ist nur bei Veranstaltungen, insbesondere während der Landpartie am Pfingstwochenende und des Weihnachtsmarkts am ersten Adventswochenende, teilweise zu besichtigen. Der Schlosspark ist von Montag bis Freitag zugänglich. Das Schloss steht unter Denkmalschutz.

## Linie Frydag zu Gödens
Die Familie Frydag zu Gödens entstammt der mittleren Linie der Familie Frydag aus dem Vest Recklinghausen. Der erste Vertreter der Linie war Franz Frydag (1555–1606), der Almuth von Olderbockum, Tochter von Almuth Boing und Erbin von Gödens heiratete. Er hatte mehrere Söhne:
1. Harro (1578–1637), Herr von Gödens, Drost von Leerort ⚭ I. Catharina Freiin von Innhausen und Knyphausen und ⚭ II. Elisabeth von Haaren
  1. Franz Ico von Frydag (1606–1652), Herr von Gödens, Drost zu Leer, konvertierte 1639 nach Heirat mit Elisabeth von Westerholt aus dem Hause Hackfort im Achterhoek, Gelderland, zur katholischen Religion und wurde 1644 von Kaiser Ferdinand III. in den Reichsfreiherrenstand erhoben
    1. Haro Burchhard (1640–1692), Bauherr von Schloss Gödens, Geheimrat, Reichshofrat
    2. Franz Heinrich (1643–1693), Gesandter in Berlin ⚭ Sophia Elisabeth Gräfin von Aldenburg (1661–1730), Tochter des Grafen Anton I. von Aldenburg
      1. Burchhard Philipp (1685–1746), Reichshofrat, Kaiserlicher Gesandter in Schweden und Dänemark → Vererbt Gödens an Anton Franz von Wedel (1707–1788)
      2. Franz Heinrich († 1730) 
        1. Marie Juliane Gräfin von Frydag zu Gödens, Erbin von Gödens (1684–1727) ⚭ Erhard Friedrich von Wedel-Jarlsberg, Freiherr von Wedel Graf von Jarlsberg (1668–1740)

    3. Carl Philipp (1644–1698), Groß-Prior des Malteser-Ordens in Ungarn
    4. Ico Wilhelm (1649–1719), Jesuit in Maastricht

  2. Herbert (1616–1642), Drost von Emden
  3. Johann Wilhelm (1624–1674), Drost von Emden
    1. Haro Heinrich (1651–1705), Drost in Aurich, Hofrichter ⚭ Esther Charlotte von Münchingen
      1. Haro Burchhard (1677–1757), Drost in Emden
      2. Franz Heinrich (1686–1761), Drost in Leerort ⚭ Sophie Elisabeth von Auer († 9. April 1752) a.d.H. Tirenberg
        1. Georg Wilhelm von Frydag (1712–1782) ⚭ I. Johanna von Schade († 1742), Erbin von Haus Daren, ⚭ II. Anna Elisabeth Wilhelmine von Münchhausen (* 12. Mai 1722; † 20. September 1789), Schwester des Hieronymus von Münchhausen, begründeten den bis heute bestehenden Zweig der Freiherren von Frydag auf Daren
          1. Sophie Charlotte Wilhelmine Elisabeth (1745–1801) ⚭ Karl Wilhelm Ludwig von Cornberg (* 30. Januar 1739; † 16. Februar 1816)

        2. Christian August (* 1716), Drost von Aurich
          1. Haro Christian Wilhelm († 10. Juni 1804), Drost von Aurich, preuß. Oberst

1. Melchior Ernst (1579–1641), Herr von Uitesterwehr (bei Upleward) ⚭ Beate Sophie von Boineburg a.d.H. Honstein
  1. -> Urenkelin Hendrina († 1748) vererbt Uitesterwehr ⚭ Nikolaus Moritz Frese zu Hinte (1671–1717), Administrator von Ostfriesland